# جزر أولاند
جزر أولاند (النطق السويدية: يا أرض)، تقع بين فنلندا والسويد. سابقاً كانت تابعة للسويد وحالياً تتبع فنلندا، وهي عبارة عن أرخبيل يقع في مدخل خليج بوثنيا ويتكون من أكثر من 6 آلاف جزيرة صغيرة وكبيرة، أكبرها التي تعتبر العاصمة واسمها فيستا جزر أولاند أو فوشتا جزر أولاند، ومعناه الجزيرة الأولى.
ليس هذا هو الشيء الغريب في هذه الجزيرة. ولكن رغم كونها تتمتع بالحكم الذاتي من فنلندا، غير أنه لا يوجد أحد من سكانها يتكلم اللغة الفلندية. بل يتحدثون اللغة السويدية جميعاً. حتى العلامات المرورية فيها باللغة السويدية، وقوائم الطعام في المطاعم، ولغتها الرسمية أيضاً هي السويدية. لا يربطها بفلندا غير عملة اليورو الذي تستخدمه فنلندا، فلها علمها الخاص وبرلمانها وقراراتها المستقلة.
ويرجع السبب إلى أن الجزيرة كانت تحت الاحتلال السويدي سابقاً. ثم احتلتها روسيا وفلندا. وعندما تم إخراج الروس منها باستقلال فنلندا في العام 1917، بقيت هذه الجزيرة تحت سيطرة فنلندا ولكن بالحكم الذاتي الشبيه بالاستقلال.
يزور هذه الجزيرة الآلاف من السياح سنوياً لاعتدال الطقس فيها نسبيا.
مساحتها 6800 كم2 منها 1500 كم2 أرض فقط. عدد سكانها حوالي 26000 نسمة. منهم حوالي 10000 يسكنون العاصمة.
الأمان والطمأنينة التامين يسودان الجزيرة. حيث تحول السجن الوحيد فيها إلى متحف للسجون في العام 1975. ولا يوجد فيها أي قطعة سلاح عسكري نهائيا.

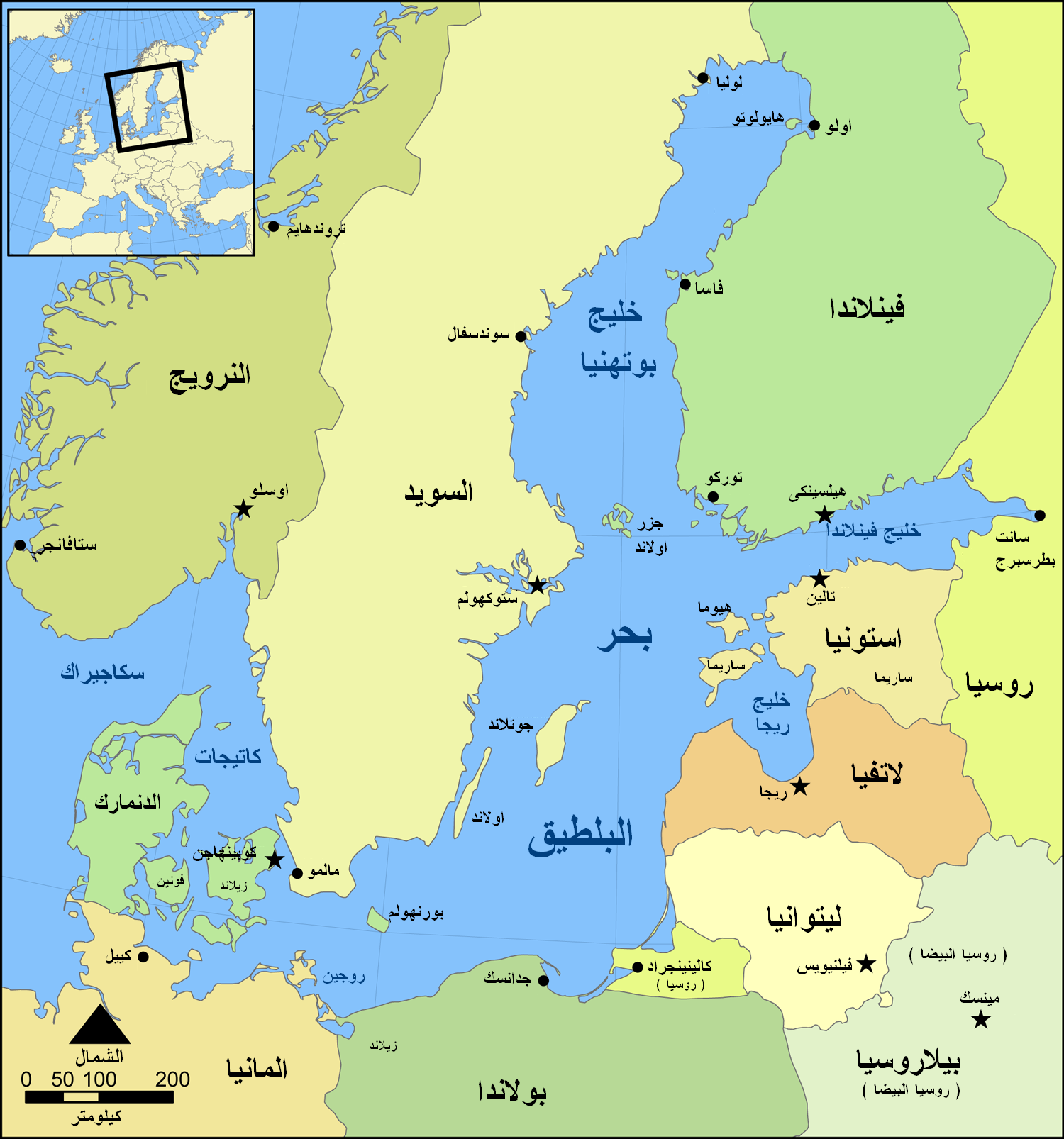
بحر البلطيق

بسبب وضع الحكم الذاتي لجزر جزر أولاند، وتمارس إلى حد كبير ممارسة الصلاحيات على مستوى المحافظات من قبل ممثلي الإدارة المركزية للدولة في بقية فنلندا حكومة جزر أولاند في جزر أولاند.

## الحكم الذاتي من جزر أولاند
وكان مركز الحكم الذاتي للجزر أكده قرار اتخذ من قبل عصبة الأمم في عام 1921 في أعقاب الأزمة جزر أولاند. وأكدوا من جديد في إطار معاهدة الاعتراف فنلندا إلى الاتحاد الأوروبي. بموجب القانون، جزر أولاند محايد سياسيا ومنزوعة السلاح تماما، والمقيمين ويعفى من التجنيد لقوات الدفاع الفنلندية. وكانت الجزر مُنحت حكم ذاتي واسع من قبل البرلمان في فنلندا في قانون الحكم الذاتى لجزر أولاند من عام 1920، الذي تم استبداله في وقت لاحق من التشريع الجديد الذي يحمل الاسم نفسه في 1951 و 1991.
في اتصال مع قبول فنلندا إلى الاتحاد الأوروبي، تم التوقيع على بروتوكول بشأن جزر جزر أولاند التي تنص، من بين أمور أخرى، أن أحكام معاهدة الاتحاد الأوروبي لا يجوز فرض تغيير من القيود القائمة بالنسبة للأجانب (أي الأشخاص الذين لا تتمتع «حقوق المنطقة الرئيسية» (hembygdsrätt) في جزر أولاند) للحصول على عقد والممتلكات العقارية أو لتوفير خدمات معينة، مما يعني ضمنا الاعتراف بجنسية منفصلة.

## أصل الكلمة
وكان اسم جزر أولاند الأصلي الجرمانية * Ahvaland التي تعني «أرض من المياه». في السويدية، وهذا أول من طور إلى جزر أولاند وجزر أولاند في نهاية المطاف إلى «أرض النهر» حرفيا، على الرغم من الأنهار ليست سمة بارزة في الجغرافيا جزر أولاند. ويعتبر اسم الفنلندية للجزيرة، Ahvenanmaa («أرض جثم»)، للحفاظ على شكل آخر من الاسم القديم [4].
نظرية أخرى تشير إلى أن Ahvenanmaa الفنلندية سيكون الاسم الأصلي للأرخبيل، من الذي يستمد جزر أولاند السويدية. [5]

## التاريخ

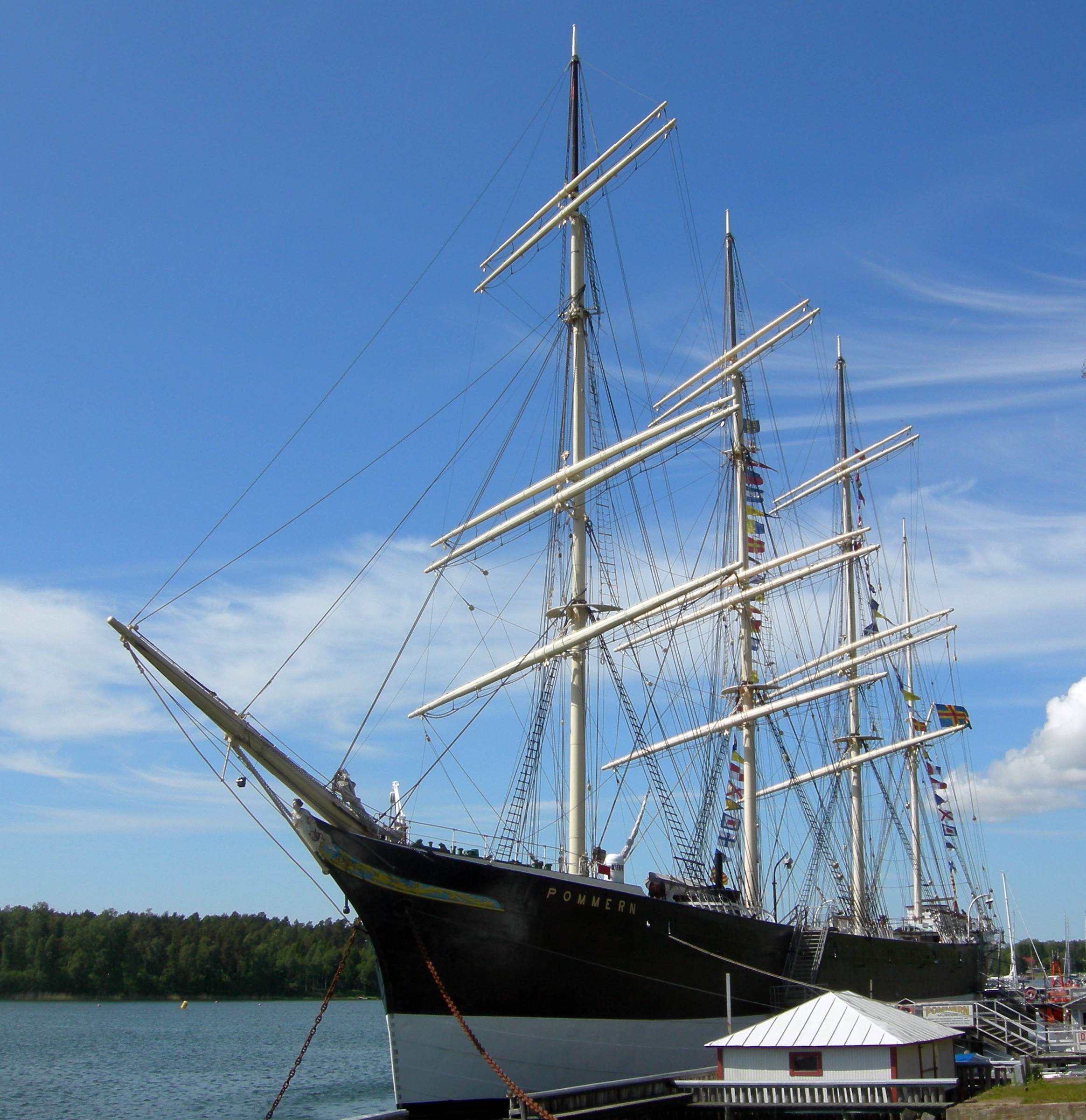
The museum ship Pommern is anchored in the more western of ماريهامن's two harbours, Västerhamn.

وكانت جزر جزر أولاند جزء من أراضي روسيا إلى التنازل من جانب السويد بموجب معاهدة Fredrikshamn في سبتمبر 1809. ونتيجة لذلك، جنبا إلى جنب مع جميع الأجزاء الأخرى من فنلندا، وأنها أصبحت جزءا من دوقية تتمتع بحكم شبه ذاتي في فنلندا.
خلال هذه العملية، وكانت السويد غير قادرة على تأمين حكم أن الجزر لا تكون محصنة. وكانت المسألة مهمة ليس فقط بالنسبة للسويد ولكن أيضا بالنسبة للمملكة المتحدة، التي كانت تخشى أن الوجود العسكري في الجزر يمكن أن تهدد أمن بريطانيا ومصالحها التجارية.
في 1832، بدأت روسيا لتحصين الجزر مع القلعة العظيمة Bomarsund. تم القبض على هذا ودمرت قوة مشتركة من قبل بريطانيا وفرنسا من السفن الحربية ومشاة البحرية في عام 1854 كجزء من الحملة في بحر البلطيق خلال حرب القرم. في معاهدة باريس (1856)، كانت منزوعة السلاح بالكامل جزر جزر أولاند.
خلال الحرب الأهلية الفنلندية، في 1918، تدخلت القوات السويدية كقوة لحفظ السلام بين القوات الروسية المتمركزة في الجزر و«الأبيض» و«الأحمر» القوات الفنلندية التي جاءت من فنلندا فوق البحر المجمدة. المؤرخون، ولكن أشير إلى أن السويد قد يكون في الواقع مخطط لاحتلال الجزر. في غضون أسابيع، أعطى القوات السويدية وسيلة للقوات الألمانية التي احتلت جزر أولاند بطلب من «الأبيض» في مجلس الشيوخ (المحافظ) الفنلندية.

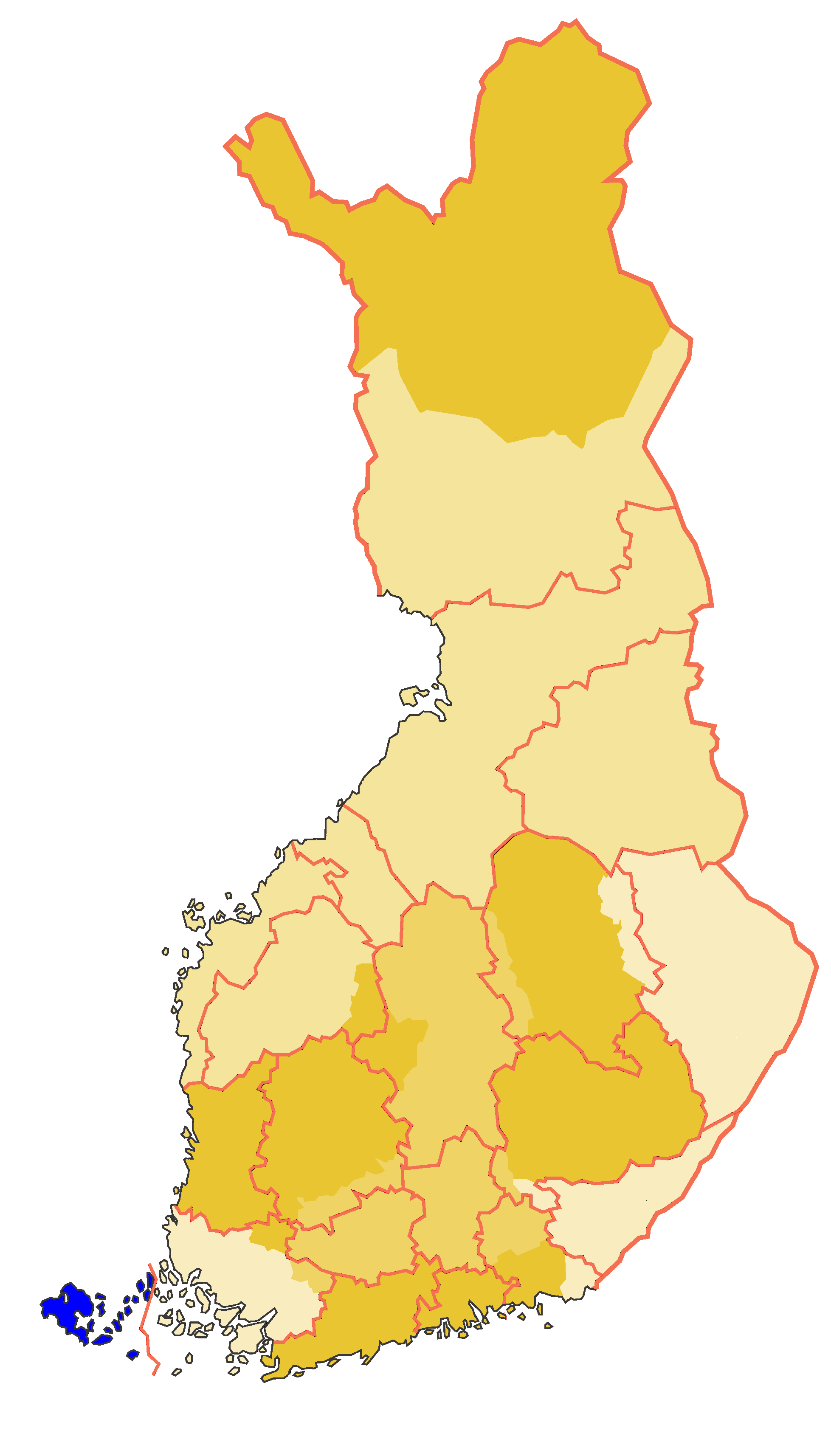
Åland with historical and modern provinces of Finland juxtaposed.

بعد 1917، عملت سكان الجزر نحو جعلهم تنازلت إلى السويد. وتم التوقيع على عريضة للانفصال من فنلندا 96,2 ٪ من البالغين في جزر جزر أولاند 'الأصلية (تلك [توضيح حاجة] يعملون أو يعيشون في الخارج مستبعد)، على الرغم من تساؤلات خطيرة أثيرت في وقت لاحق بشأن هذا الرقم مرتفع بشكل غير عادي. وكان الشعور القومي السويدية نمت قوية بشكل خاص نتيجة للقضايا التالية: الميول المعادية للالسويدية في فنلندا، والقومية الفنلندية تغذيها النضال فنلندا على الاحتفاظ باستقلالها، والمقاومة ضد الترويس الفنلندية. وبالإضافة إلى ذلك، ساهم النزاع بين الأقلية الناطقة باللغة السويدية والفنلندية الغالبية الناطقة (في البر الرئيسي)، والتي منذ 1840s كان بارزا في الحياة السياسية في فنلندا، وتخوف السكان جزر أولاند حول مستقبلها في فنلندا.
وكانت فنلندا، ولكن ليس على استعداد للتنازل عن الجزر، وعرضت بدلا من ذلك بوضع مستقل. ومع ذلك فإن السكان لا يوافق على العرض، وعرض النزاع على جزر لعصبة الأمم. وقرر هذا الأخير أن فنلندا ينبغي أن تحتفظ بالسيادة على الإقليم إلا أن جزر جزر أولاند ينبغي إجراء اراضي الحكم الذاتي. وهكذا وفنلندا ملزمة لضمان سكان جزر جزر أولاند الحق في الحفاظ على اللغة السويدية، فضلا عن ثقافتهم والتقاليد المحلية. وفي الوقت نفسه، أنشأت معاهدة دولية محايدة لوضع جزر أولاند، حيث كان يحظر مكان المنشآت العسكرية أو قوات على الجزر.
في أثناء القرن العشرين، فإن أعدادا متزايدة من سكان الجزر قد ينظر إليها السيادة الفنلندية والخير والمنفعة حتى [بحاجة لمصدر] مزيج من خيبة الأمل إزاء عدم كفاية الدعم المقدم من السويد في عصبة الأمم، وعدم احترام السويدية للحصول على مركز جزر أولاند ومنزوعة السلاح في 1930s، وبعض مشاعر مصير مشترك مع فنلندا أثناء وبعد الحرب العالمية الثانية تغيرت نظرة الجزر العلاقة جزر أولاند لفنلندا من «مقاطعة السويدية الفنلندية في حوزة» إلى «الحكم الذاتي جزءا من فنلندا». تتمتع الجزر السلامة في البحر خلال الحرب العالمية الثانية كما أساطيلها التجارية أبحر لكل من الدول الحليفة والألمان. وبالتالي لم يكن جزر أولاند الشحن هاجم عموما كما يعلم كل جانب البضائع التي نادرا ما كان يجري لمن.

## السياسة
وتنظم جزر جزر أولاند وفقا لقانون الحكم الذاتى لجزر أولاند والمعاهدات الدولية. هذه القوانين تضمن الحكم الذاتي للجزر من فنلندا، التي تملك السيادة عليها في نهاية المطاف، فضلا عن حالة منزوعة السلاح. حكومة جزر أولاند أو Landskapsregering، إجابات لبرلمان جزر أولاند أو Lagting، وفقا لمبادئ البرلمانية.
جزر أولاند لديها قناعاتها العلم، وأصدرت طوابع بريدية خاصة به منذ عام 1984، وتدير قوة شرطة خاصة بها، وعضوا في مجلس بلدان الشمال الأوروبي. منذ عام 2005 على جزر جزر أولاند كما كان الطيران الخاصة بهم، والهواء جزر أولاند. ومنزوعة السلاح وجزر، والسكان معفى من التجنيد. على الرغم من أن الحكم الذاتي في جزر أولاند سبقت إنشاء مناطق فنلندا، وحكومة تتمتع بالحكم الذاتي من جزر أولاند وأيضا المسؤولية عن المهام التي تضطلع بها المجالس الإقليمية فنلندا. جزر أولاند هو عضو في الإدارة الأوروبية الصغيرة التعاون البريدي.
مضمونة جزر جزر أولاند التمثيل في البرلمان الفنلندي، والتي ينتخب ممثل واحد. جزر أولاند أيضا لديها نظام مختلف الأحزاب السياسية من البر الرئيسى (انظر قائمة الأحزاب السياسية في فنلندا).

## الإدارة

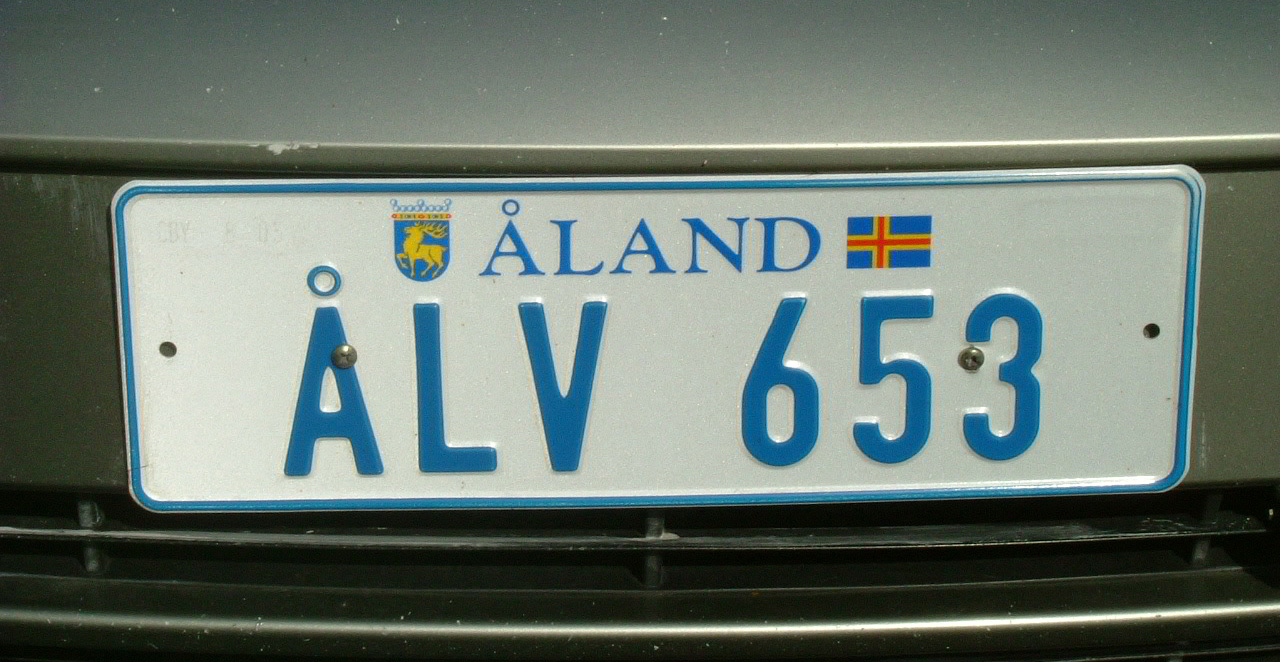
License Plate

وزارة الخارجية من جزر أولاند يمثل الحكومة الفنلندية المركزية ويقوم بتنفيذ العديد من المهام الإدارية. لها وظيفة مختلفة نوعا ما عن غيرها من وكالات الإدارة الإقليمية، نظرا لاستقلاليتها. قبل 2010، كان التعامل مع الجهاز الإداري للدولة من قبل مكتب مقاطعة جزر أولاند الدولة.
جزر أولاند وإدارتها البريدية الخاصة، ولكن لا يزال يستخدم الفنلندية خمسة أرقام نظام الرمز البريدي، وذلك باستخدام مجموعة وعدد 22000-22999، مع الفأس البادئة. رمز البريدي هو أدنى عدد للعاصمة Mariehamn، آكس 22100، وأعلى الفأس 22950 لJurmo.

## بلديات
| - براندو ‏ - إيكيرو ‏ - فينستروم ‏ - بلدية فوغلو ‏ |  | - غيتا ‏ - هامارلاند ‏ - جومالا ‏ - كوملينج ‏ |  | - كوكار ‏ - ليملاند ‏ - لومبارلاند ‏ - ماريهامن |  | - سالتفيك ‏ - سوتونغا ‏ - بلدية سند ‏ - فاردو ‏ |

## الجغرافيا

Geographical features and municipalities of the Åland Islands.

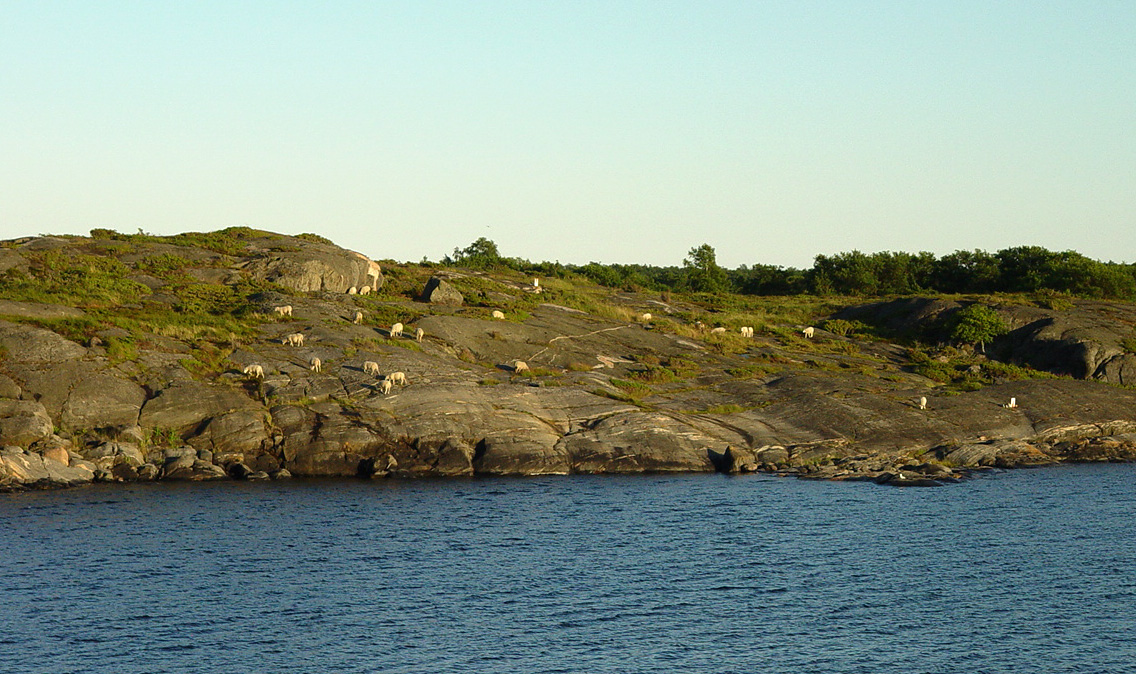
Sheep grazing on Södra Linjen island, part of the Åland Islands.

جزر جزر أولاند تحتل مكانة ذات أهمية إستراتيجية كبيرة، لأنها أمر واحد من المداخل إلى ميناء ستوكهولم، فضلا عن النهج إلى خليج بوثنيا، بالإضافة إلى كونها تقع بالقرب من خليج فنلندا.
أرخبيل جزر أولاند يتكون من ما يقرب من ثلاث مئة جزيرة مأهولة، والتي لا يقطنها أحد حوالي ثمانين، وتبقى هي مجرد بعض الصخور و 6000 skerries مقفر. ويرتبط الأرخبيل إلى أرخبيل Åboland في الشرق (الفنلندية: saaristo Turunmaan، السويدية: Åbolands skärgård) -- الأرخبيل المتاخمة للالساحل الجنوبي الغربي لفنلندا. وهم يشكلون معاً بحر الأرخبيل. إلى الغرب من جزر أولاند هو بحر جزر أولاند وشمال البحر باثينيان.
سطح جزر صخرية عموما ورقيقة التربة. هناك العديد من المرافئ الممتازة.
مساحة الجزر تحتل مساحة إجمالية قدرها 1527 كيلومتر مربع (590 ميل مربع). تسعين في المائة من السكان يعيشون على جزر أولاند Fasta (الجزيرة الرئيسية)، الذي هو أيضا موقع لبلدة عاصمة Mariehamn. Fasta جزر أولاند هي أكبر جزيرة في الأرخبيل، يمتد على 1010 كيلومتر مربع، أكثر من 66 ٪ من مساحة اليابسة في المقاطعة. والتدابير حوالي 47 كيلومترا (29 ميلا) من الشمال إلى الجنوب و 34 كيلومترا (21 ميل) من الشرق إلى الغرب.
خلال أزمة جزر أولاند، سعت الأطراف بدعم من خرائط مختلفة من الجزر. على الخريطة السويدية، سيطر على الجزيرة الرئيسية الأكثر كثافة سكانية، وتركت العديد من skerries. على الخريطة الفنلندية، والكثير من الجزر الصغيرة أو skerries، لأسباب تقنية، ونظرا لحجم مبالغ فيه قليلا. خرطة السويدية جزر يبدو أقرب إلى البر الرئيسي من السويد إلى فنلندا، وخريطة الفنلندية وشدد على استمرارية الأرخبيل بين الجزيرة الرئيسية البر الرئيسي وفنلندا، في حين أن أكبر فجوة ظهرت بين جزر الأرخبيل وعلى السويدية الجانب. ورغم أن كلا الفنلنديين والسويديين بالطبع دافع عن تفسيرات كل منها، في وقت لاحق من الصعب القول أن واحد هو الراجح من جهة أخرى. نتيجة واحدة هو عدد المتكررة من «أكثر من 6000» skerries التي أُعطيت السلطة من نتائج التحكيم.

## الاقتصاد
ويهيمن على الاقتصاد بشكل كبير جزر أولاند عن طريق التجارة، والنقل البحري والسياحة. الشحن يمثل حوالي 40 ٪ من الاقتصاد، مع شركات دولية عديدة تملكها وتشغلها قبالة جزر أولاند. معظم الشركات جانبا من الشحن الصغيرة، مع أقل من عشرة موظفين. الزراعة وصيد الأسماك مهمة في تركيبة مع الصناعات الغذائية. عدد قليل من شركات التكنولوجيا رفيعة المستوى تساهم في اقتصاد مزدهر.
الموانئ الرئيسية هي Mariehamn (جنوب)، Berghamn (غرب) وLångnäs على الشاطئ الشرقي من الجزيرة الرئيسية.
وكان Mariehamn قاعدة كبيرة للمشاركة في المحيطات السفن الشراعية التجارية في العالم. وكانت المهام النهائية جلب القمح الأسترالي إلى بريطانيا العظمى، التي جزر أولاند إريكسون مالك السفينة المواصلة حتى بعد WW2 ، 1947 يجري سنته الأخيرة. السفن التي حديثا واحد فقط ذهابا وإيابا من جنوب أستراليا إلى بريطانيا سنويا، وبعد كل رحلة العودة إلى ماراثون Mariehamn للإرساء حتى لبضعة أشهر. وكانت السفينة Pommern، وهو الآن متحف في Mariehamn، واحدة من هذه السفن الماضي.
وأدى إلغاء المبيعات المعفاة من الضرائب على قوارب تبحر بين الوجهات داخل الاتحاد الأوروبي فنلندا الطلب استثناء لجزر أولاند على قواعد الاتحاد الأوروبي ضريبة القيمة المضافة. الاستثناء يسمح حافظت مبيعات معفاة من الضرائب على العبارات بين السويد وفنلندا (شريطة أن تتوقف عند Mariehamn أو Långnäs) والمطار، ولكن قام أيضا جزر أولاند مختلفة من الضرائب المنطقة، وهذا يعني أن التعريفات يجب أن تفرض على السلع جلبت إلى الجزر.
البطالة هي أدنى بكثير من المناطق المحيطة بها، 1,8 ٪ في 2004.
الدولة الفنلندية بتحصيل الضرائب والرسوم الجمركية والرسوم أيضا في جزر أولاند. في المقابل، فإن الحكومة الفنلندية يضع مبلغا من المال تحت تصرف البرلمان جزر أولاند. المبلغ هو 0,45 في المائة من إجمالي الدخل الحكومي، باستثناء القروض الحكومية. في 2006، كان المبلغ حوالي 182 مليون يورو. [6]
وفقا ليوروستات، في 2006 جزر أولاند كان أغنى 20 من المناطق 268 للاتحاد الأوروبي، وأغنى في فنلندا، مع الناتج المحلي الإجمالي 47 في المئة سكان أعلاه الاتحاد الأوروبي يعني [7] [8] جزر أولاند تتمتع الإعانات أكبر دولة في أي الفنلندية المنطقة (maakunta / landskap)، بلغ مجموعها سنويا حوالي 4000 يورو للفرد الواحد أكثر من Ålanders دفع الضرائب في الدولة (2006 أرقام) [9]
في حين أن العملة الرسمية هي اليورو، والكرونا السويدية يدور أيضا بحرية في جزر أولاند.

## التركيبة السكانية

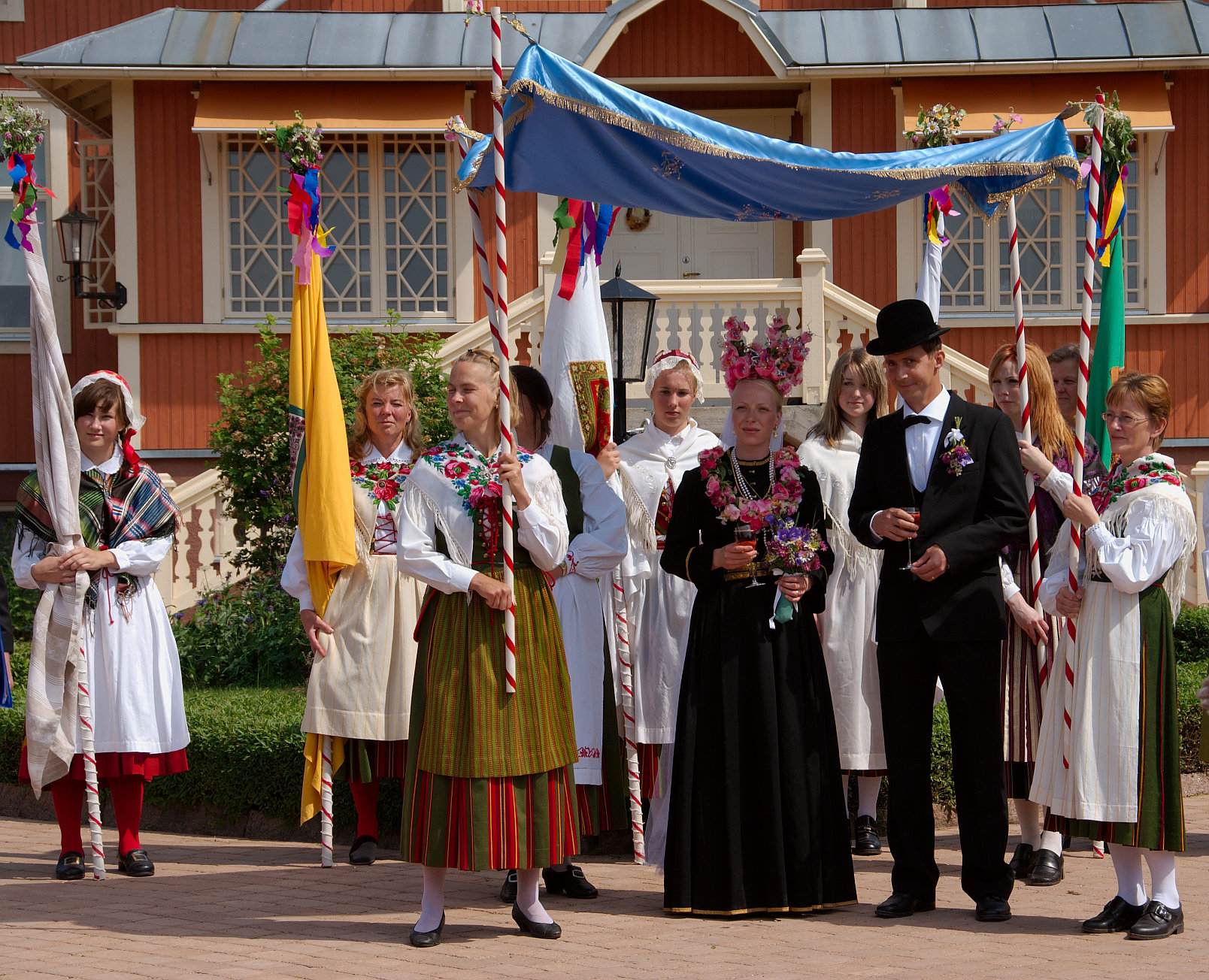
A mock wedding in. This event is held annually, mostly as a tourist attraction. It is a reenactment of an 1800s farmer's wedding (bondbröllop).

### المواليد والوفيات
|      | Average population | Live births | Deaths | Natural change | Crude birth rate (per 1000) | Crude death rate (per 1000) | Natural change (per 1000) |
| ---- | ------------------ | ----------- | ------ | -------------- | --------------------------- | --------------------------- | ------------------------- |
| 1951 |                    | 340         | 279    | 61             |                             |                             |                           |
| 1952 |                    | 362         | 221    | 141            |                             |                             |                           |
| 1953 |                    | 382         | 260    | 122            |                             |                             |                           |
| 1954 |                    | 331         | 244    | 87             |                             |                             |                           |
| 1955 |                    | 303         | 200    | 103            |                             |                             |                           |
| 1956 |                    | 330         | 209    | 121            |                             |                             |                           |
| 1957 |                    | 327         | 248    | 79             |                             |                             |                           |
| 1958 |                    | 330         | 217    | 113            |                             |                             |                           |
| 1959 |                    | 313         | 226    | 87             |                             |                             |                           |
| 1960 |                    | 328         | 250    | 78             |                             |                             |                           |
| 1961 |                    | 317         | 237    | 80             |                             |                             |                           |
| 1962 |                    | 297         | 229    | 68             |                             |                             |                           |
| 1963 |                    | 293         | 222    | 71             |                             |                             |                           |
| 1964 |                    | 315         | 264    | 51             |                             |                             |                           |
| 1965 |                    | 331         | 229    | 102            |                             |                             |                           |
| 1966 |                    | 324         | 226    | 98             |                             |                             |                           |
| 1967 |                    | 338         | 223    | 115            |                             |                             |                           |
| 1968 |                    | 314         | 244    | 70             |                             |                             |                           |
| 1969 |                    | 298         | 262    | 36             |                             |                             |                           |
| 1970 |                    | 283         | 225    | 58             |                             |                             |                           |
| 1971 |                    | 302         | 228    | 74             |                             |                             |                           |
| 1972 |                    | 296         | 219    | 77             |                             |                             |                           |
| 1973 |                    | 299         | 229    | 70             |                             |                             |                           |
| 1974 |                    | 283         | 255    | 28             |                             |                             |                           |
| 1975 |                    | 296         | 219    | 77             | 13.3                        | 9.9                         | 3.4                       |
| 1976 |                    | 275         | 203    | 72             |                             |                             |                           |
| 1977 |                    | 247         | 202    | 45             |                             |                             |                           |
| 1978 |                    | 268         | 215    | 53             |                             |                             |                           |
| 1979 |                    | 262         | 192    | 70             |                             |                             |                           |
| 1980 | 22 700             | 300         | 236    | 64             | 13.2                        | 10.4                        | 2.8                       |
| 1981 | 22 900             | 267         | 214    | 53             | 11.7                        | 9.4                         | 2.3                       |
| 1982 | 23 100             | 287         | 214    | 73             | 12.4                        | 9.3                         | 3.2                       |
| 1983 | 23 300             | 281         | 246    | 35             | 12.0                        | 10.5                        | 1.5                       |
| 1984 | 23 500             | 273         | 230    | 43             | 11.6                        | 9.8                         | 1.8                       |
| 1985 | 23 600             | 287         | 241    | 46             | 12.2                        | 10.2                        | 1.9                       |
| 1986 | 23 600             | 272         | 213    | 59             | 11.5                        | 9.0                         | 2.5                       |
| 1987 | 23 700             | 276         | 220    | 56             | 11.6                        | 9.3                         | 2.4                       |
| 1988 | 23 900             | 345         | 216    | 129            | 14.4                        | 9.0                         | 5.4                       |
| 1989 | 24 100             | 323         | 297    | 26             | 13.4                        | 12.3                        | 1.1                       |
| 1990 | 24 400             | 362         | 226    | 136            | 14.8                        | 9.3                         | 5.6                       |
| 1991 | 24 700             | 324         | 256    | 68             | 13.1                        | 10.4                        | 2.8                       |
| 1992 | 24 900             | 325         | 278    | 47             | 13.0                        | 11.2                        | 1.9                       |
| 1993 | 25 000             | 329         | 241    | 88             | 13.1                        | 9.6                         | 3.5                       |
| 1994 | 25 100             | 303         | 261    | 42             | 12.1                        | 10.4                        | 1.7                       |
| 1995 | 25 200             | 338         | 258    | 80             | 13.4                        | 10.2                        | 3.2                       |
| 1996 | 25 200             | 290         | 281    | 9              | 11.5                        | 11.1                        | 0.4                       |
| 1997 | 25 300             | 286         | 241    | 45             | 11.3                        | 9.5                         | 1.8                       |
| 1998 | 25 500             | 311         | 237    | 74             | 12.2                        | 9.3                         | 2.9                       |
| 1999 | 25 700             | 287         | 297    | - 10           | 11.2                        | 11.6                        | -0.4                      |
| 2000 | 25 700             | 258         | 247    | 11             | 10.0                        | 9.6                         | 0.4                       |
| 2001 | 25 900             | 283         | 228    | 55             | 10.9                        | 8.8                         | 2.1                       |
| 2002 | 26 100             | 269         | 236    | 33             | 10.3                        | 9.0                         | 1.3                       |
| 2003 | 26 300             | 262         | 268    | - 6            | 10.0                        | 10.2                        | -0.2                      |
| 2004 | 26 400             | 281         | 262    | 19             | 10.6                        | 9.9                         | 0.7                       |
| 2005 | 26 600             | 268         | 259    | 9              | 10.1                        | 9.7                         | 0.3                       |
| 2006 | 26 800             | 295         | 257    | 38             | 11.0                        | 9.6                         | 1.4                       |
| 2007 | 27 000             | 286         | 249    | 37             | 10.6                        | 9.2                         | 1.4                       |
| 2008 | 27 300             | 294         | 250    | 44             | 10.8                        | 9.2                         | 1.6                       |
| 2009 | 27 600             | 267         | 247    | 20             | 9.7                         | 9.0                         | 0.7                       |
| 2010 |                    |             |        |                |                             |                             |                           |

### العرق واللغة
معظم سكان والسويدية (اللغة الرسمية الوحيدة) هي لغتهم الأولى: 90,2 ٪ في عام 2009، و٪ 5,0 الكلام الفنلندية. لغة التدريس في المدارس التي يمولها القطاع العام والسويدية، ولكن بلدية Ålandic مجانية لتوفير تعليم الفنلندية. (في بقية فنلندا والبلديات توفير التعليم ثنائي اللغة في كل من الفنلندية والسويدية في.) انظر جزر أولاند السويدية للحصول على معلومات حول لهجة. مسألة العرق من Ålanders، والتصنيف الصحيح لغوية لغتهم، لا تزال حساسة ومثيرة للجدل إلى حد ما. ويمكن اعتبار أنهم السويديين إما عرقية أو الفنلنديين السويدية الناطقة، ولكن لغتهم أقرب إلى لهجات المجاورة في السويد، Uppländska أي من لهجات اللغة السويدية فنلندا المجاورة. انظر لغات السويد.
الاستماع إلى Ålandish
الإقليمية المواطنة أو حق السكن (hembygdsrätt) هو شرط أساسي للحصول على حق التصويت أو الترشيح في انتخابات المجلس التشريعي، والخاصة لعقد العقارات في جزر أولاند أو لممارسة دون قيود حرفة أو مهنة في جزر أولاند.

### الدين
الغالبية العظمى من السكان، 94,8 ٪، وينتمي إلى الكنيسة الإنجيلية اللوثرية. [بحاجة لمصدر] جزر أولاند تعد موطنا لبعض من أقدم الكنائس في فنلندا.

## الرياضة
جزر أولاند تنافس في دورة الألعاب جزيرة لفترة السنتين، التي استضافتها في 1991 و 2009.
غوتبورغ Mariehamn هو ناد لكرة القدم الرائدة. إنه يلعب حاليا في أعلى مستوى لكرة القدم الفنلندية، ودوري الدرجة الأولى.

## الثقافة الشعبية
اليوم هو الذكرى 150 لDemilitarisation جزر أولاند احتفل في فنلندا عن طريق إصدار عملة تذكارية قيمة عالية، والذكرى السنوية 5 € 150 من Demilitarisation من عملة جزر جزر أولاند التذكارية، تم صكٌها في عام 2006. الوجه الآخر يصور شجرة الصنوبر، ونموذجي جدا في جزر جزر أولاند. تصميم ميزات عكس الدفة قارب وشتيرن، مع حمامة تطفو على على الفلاح، رمزا لل150 سنة من السلام.
وردت جزر جزر أولاند كموقع حيث الطابع هوبر هاملتون في كتابه يلز 'الشكل على أشياء مقبلة ينتحر.
في القصة القصيرة الإسترليني بروس «، وابن آوى الأصغر،» الميزة جزر جزر أولاند في المصرفية في الخارج ومحاولة احتيال الإتاوات الدعوى.
المؤلف سالي Salminen هو من جزر جزر أولاند وكاترينا روايتها يحدث هناك.
الاستماع قراءة صوتية للكلمات

## معرض

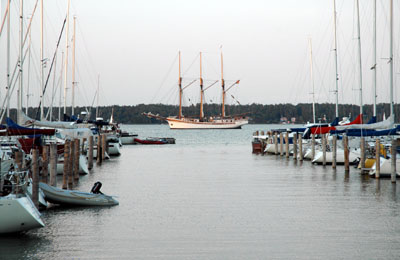
Östra Hamnen – The Eastern Port of Mariehamn, sailing ship Linden in the center
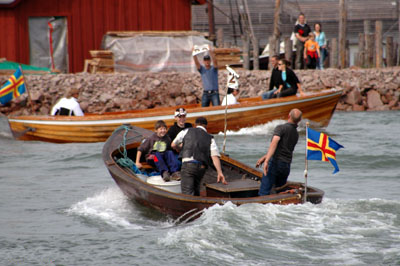
Sjökvarteret in Mariehamn
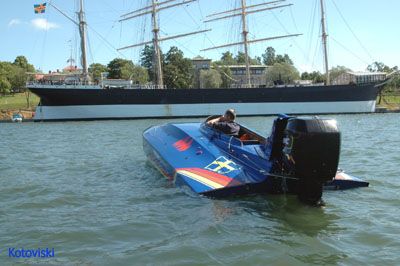
Sailing ship Pommern and a racing boat
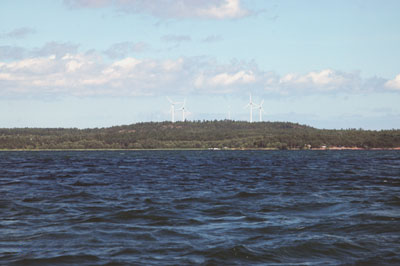
Knutsbodaberget in Lemland, with 4 wind power generators
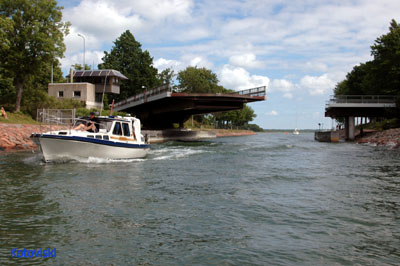
The Lemströms canal
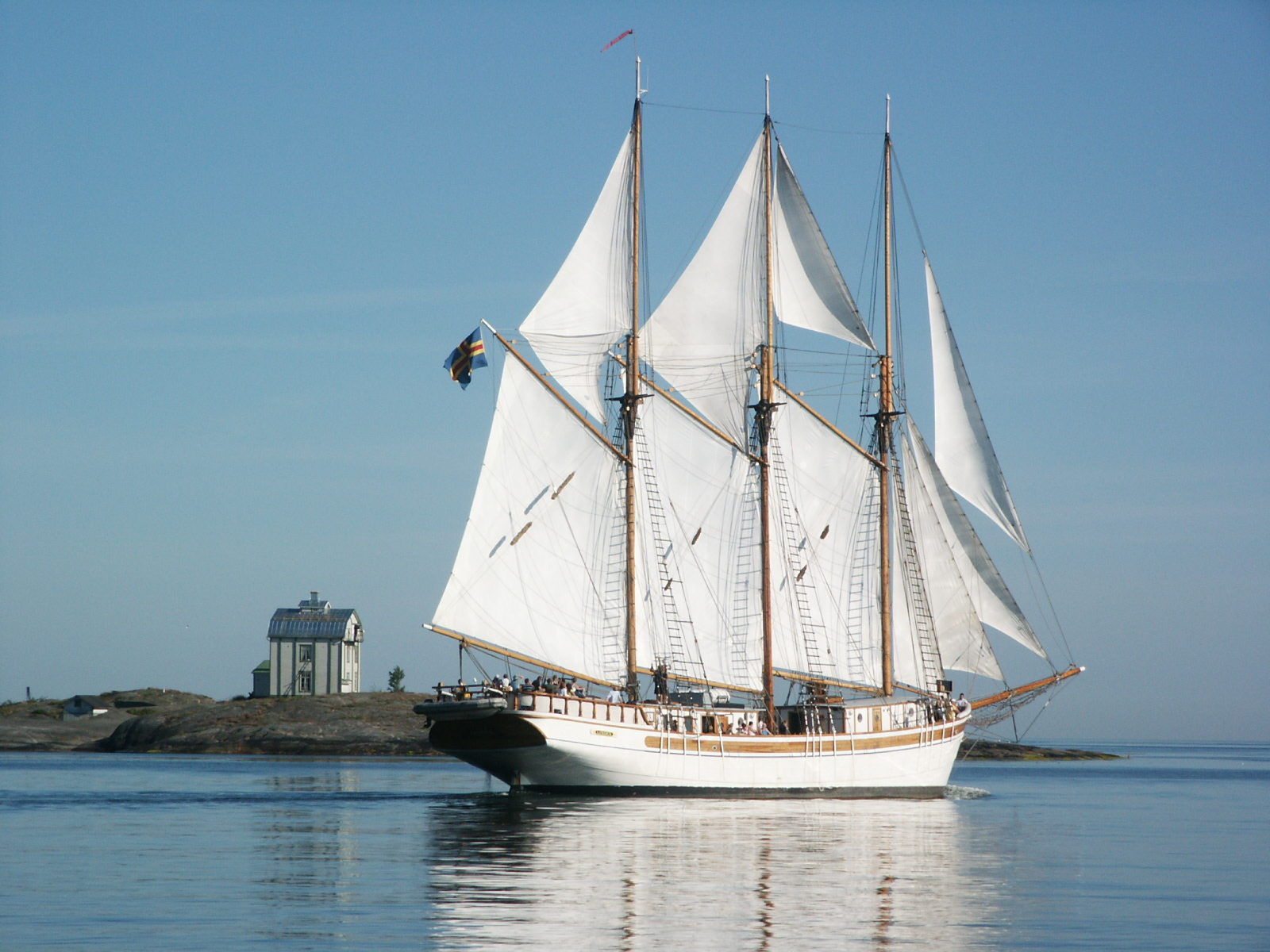
Schooner Linden in the waters south of Mariehamn
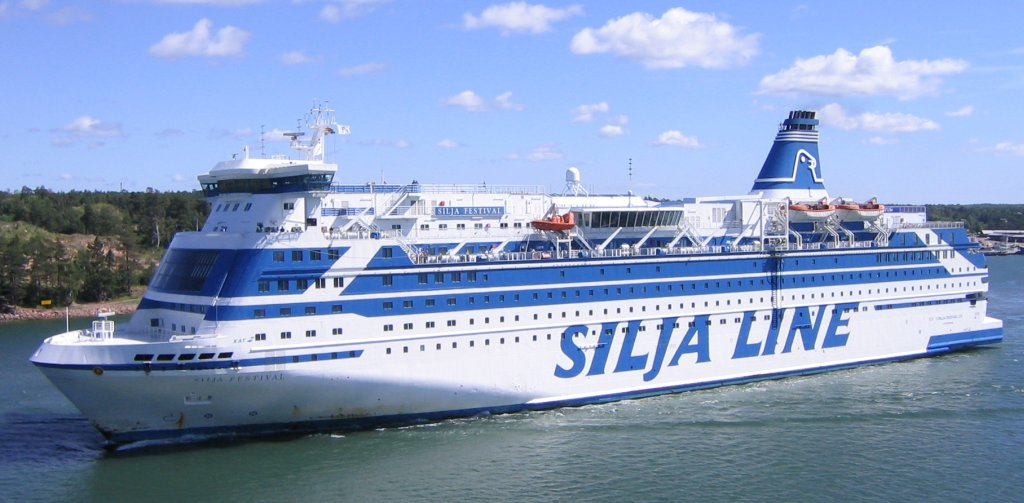
Cruiseferries offer transport from Åland to both mainland Finland and Sweden as well as Estonia.
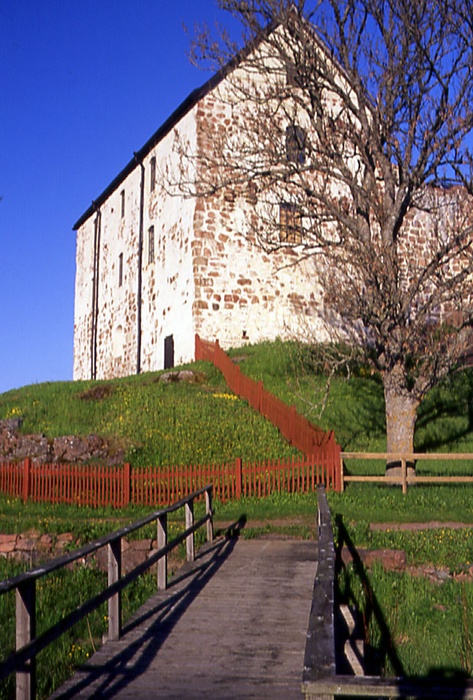
Kastelholm Castle
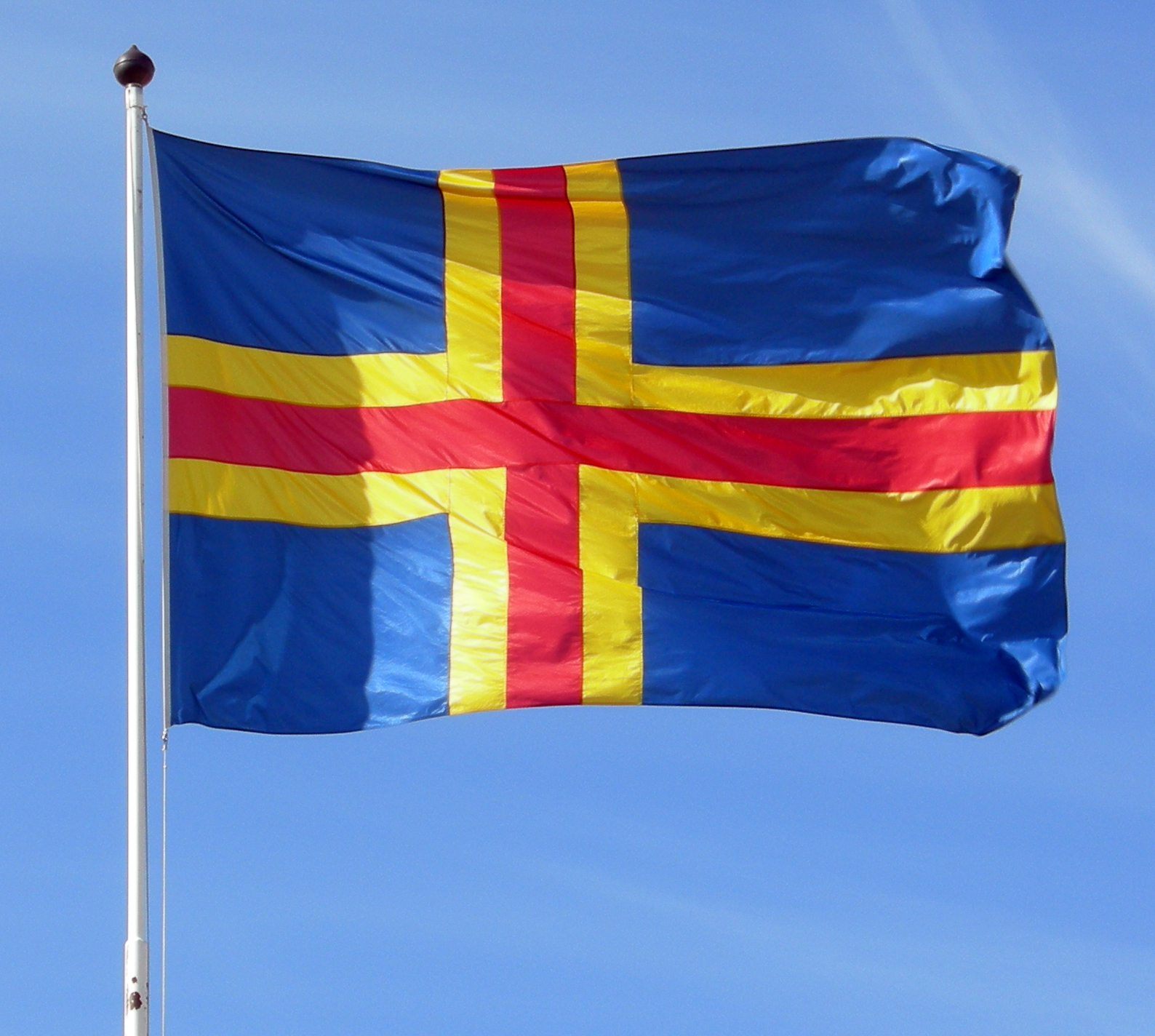
Åland flag, Mariehamn.
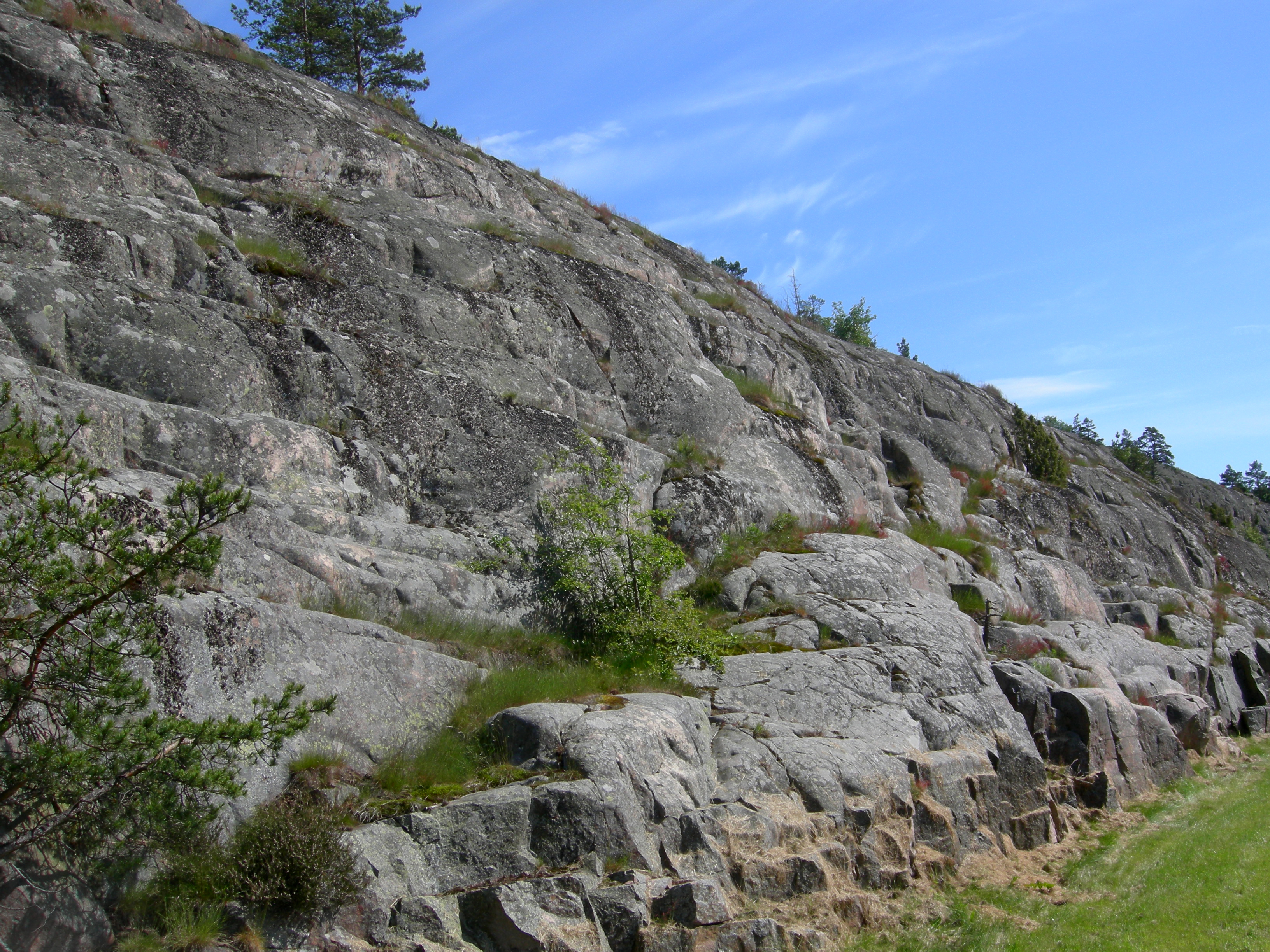
Glacially plucked granitic bedrock near Mariehamn.
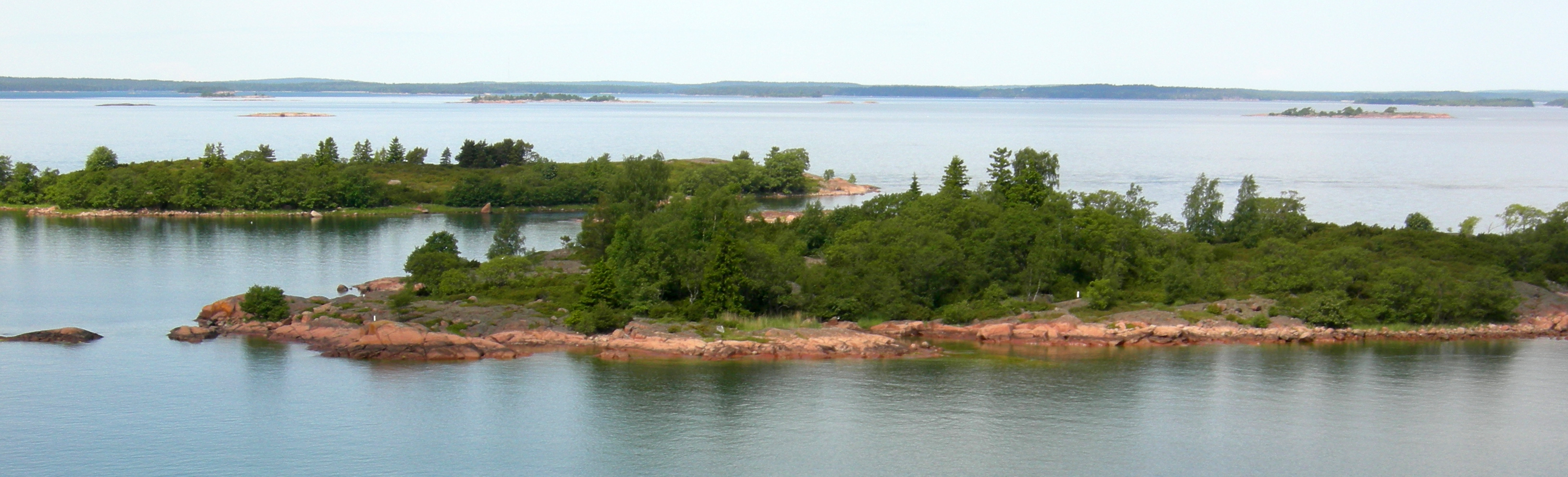
Skerries which are part of the Åland Islands.